# ماریا تاش
ماریا تاش (انگلیسی: Maria Tash؛ زادهٔ  وست آی‌اسلیپ، نیویورک) طراح زیورآلات و جواهرات، جواهرفروش و کارآفرین ارمنی‌تبار اهل ایالات متحده آمریکا است. تاش مالک برند تجاری «ماریا تاش» است که یک برند لوکس سوراخ‌کاری و جواهرات در نیویورک است. این برند در سوراخ کردن بدن، تزئین و جواهرکاری گوش و طراحی جواهرات ظریف تخصص دارد. ماریا تاش که در ابتدا در شهر نیویورک در سال ۱۹۹۳ بنیان نهاده شد، از آن زمان تاکنون در سطح جهانی گسترش یافته‌است.

## زندگی‌نامه
ماریا در شهر نیویورک رشد یافت و تحصیلات خود را در دانشگاه کلمبیا، مؤسسه فناوری مد و همچنین کینز کالج لندن در انگلستان پی گرفت. وی نخستین استودیو خود را در سال ۱۹۹۳ میلادی به نام «وینس مادرن بادی آرتس» (هنرهای مدرن بدنی ونوس) در ایست ویلیج، منهتن بنیان نهاد که تخصصش سوراخ‌کاری ناف و جواهرکاری ناف بود. «وینس بادی آرتس» بعدها به «وینس با ماریا تاش» تغییر نام داد تا آنکه مالک آن تصمیم گرفت نام برند را به نام خودش «ماریا تاش» تغییر دهد.